# Петерман, Никита Евгеньевич
Никита Евгеньевич Петерман (укр. Микита Євгенович Петерман; род. 12 июня 1999, Бердянск, Запорожская область) ― украинский футболист, центральный защитник киргизского клуба «Бишкек Сити».

## Биография
Футболом начал заниматься в ДЮСШ Бердянска под руководством своего первого тренера Дмитрия Тамиловича. С 2011 по 2015 год выступал в Детско-юношеской футбольной лиге Украины за команду «Азовсталь». В 2016 году перешёл в систему ФК «Ильичёвец», где дебютировал за «Ильичевёц-2» 24 июня того же года в матче 1-го тура Второй лиги Украины по футболу против «Руха». За основную команду первую игру провел 10 августа 2016 года в Кубке Украины против «Сум».